# Cap vers les Étoiles
Ne doit pas être confondu avec Cap sur les étoiles.
Cap vers les Étoiles est un projet humanitaire organisé par le perchiste Jean Galfione et les sœurs Ribeiro : Maria Ribeiro-Tavares, Elisabete Ribeiro Ansel et Sandra Ribeiro-Homo, également perchistes.
Ce projet vise à envoyer une aide humanitaire vers le Cap-Vert, dont sont originaires les sœurs Ribeiro, en voilier. Sébastien Homo, mari de Sandra Ribeiro-Homo, participe aussi au projet. Le 31 octobre 2010 a lieu le départ du port de Cassis vers le Cap-Vert, trajet qui durera jusqu'au 11 novembre 2010. La semaine du 15 au 20 novembre 2010 est consacrée à des initiations et à des représentations.